# 普里奧
普里奧（西班牙語：Purio），是巴拿馬的城鎮，位於該國中南部，由洛斯桑托斯省的佩達西區負責管轄，面積24平方公里，海拔高度137米，2010年人口494，人口密度每平方公里20.6人。